# Abdul Latif Rashid
Abdul Latif Rashid em curdo:  لەتیف ڕەشید; em árabe: عبد اللطيف رشيد; (Suleimânia, 10 de agosto de 1944) é um político curdo iraquiano e o 9º Presidente do Iraque, após a eleição presidencial iraquiana de 2022. Anteriormente, ele foi Ministro de Recursos Hídricos do governo de Nouri al-Maliki. Antes disso, ele atuou no mesmo cargo tanto no Governo de Transição do Iraque quanto no Governo Interino Iraquiano. Rashid foi porta-voz da União Patriótica do Curdistão (PUK) no Reino Unido. Ele é graduado em engenharia civil pela Universidade de Manchester.
Como Ministro de Recursos Hídricos de setembro de 2003 a dezembro de 2010, Rashid foi responsável por uma série de questões, incluindo irrigação, abastecimento de água municipal e industrial, energia hidrelétrica, controle de enchentes e requisitos ambientais, incluindo restauração de pântanos. Após a remoção do regime de Saddam Hussein em abril de 2005, o ministro supervisionou melhorias dramáticas na gestão dos recursos hídricos do país.

## Biografia
Rashid nasceu em 1944 em Sulaymaniyah, Curdistão, Reino do Iraque, em uma família curda de classe alta. Rashid estudou na escola secundária britânica 'A-Levels' no norte do País de Gales. Ele tem um Bacharel em Ciências de Engenharia Civil pela Liverpool University (1968), e um Mestrado (1972) e Ph.D. (1976) em Engenharia pela Universidade de Manchester. Ao retornar ao Iraque, tornou-se membro ativo do PUK sob a liderança de Jalal Talabani.
Enquanto ministro esteve envolvido com uma série de programas e organizações relacionadas com engenharia, desenvolvimentos agrícolas. Anteriormente, ele trabalhou como gerente sênior de projetos para a Organização das Nações Unidas para Agricultura e Alimentação (UNFAO) no Iêmen e na Arábia Saudita. Foi membro do Conselho Executivo do Congresso Nacional Iraquiano (INC) e representante da União Patriótica do Curdistão no Reino Unido desde 1986, bem como porta-voz da Frente do Curdistão.
Rashid é engenheiro certificado, membro da Instituição de Engenharia Civil e da Comissão Internacional de Irrigação e Drenagem (ICID). Ele foi consultor autônomo para projetos de irrigação e drenagem e trabalhou com a Water Engineering Administration.
Em 1992, Rashid foi eleito vice-presidente e membro executivo do Congresso Nacional Iraquiano (INC) e, em 1998, foi eleito para a liderança de seis membros do INC.
Além das qualificações técnicas e compromissos, Rashid participou ativamente da política curda e iraquiana. Ele participou de muitas conferências e reuniões oficiais em nome de partidos políticos curdos e grupos de oposição iraquianos durante o regime de Saddam. Rashid também representou a política curda e grupos de oposição iraquianos a Saddam em reuniões oficiais com várias instituições e governos internacionais.
Ele é casado com Shanaz Ibrahim Ahmed e eles têm dois filhos e uma filha.

## Presidente do Iraque
Em 13 de outubro de 2022, Latif Rashid foi eleito o 9º presidente do Iraque. Rashid substituiu Barham Salih como chefe de estado após a votação em dois turnos no parlamento, obtendo mais de 162 votos contra 99 de Salih.